# René Berton
Pour les articles homonymes, voir Berton.
Ne pas confondre avec René Berton, auteur de théâtre.
René Berton, né le 14 octobre 1924 à Mérignac et mort le 17 décembre 2006 à Pessac, est un coureur cycliste français.

## Palmarès
- 1946
  -  Champion de France des sociétés
  - Champion de Guyenne des sociétés
- 1948
  - Grand Prix des Nations
  - 3e du Grand Prix de Suisse
- 1949
  - 2e d'Angoulême-La Rochelle
  - 3e du Tour du Cantal
  - 4e du Grand Prix des Nations
- 1950
  - 2e du Circuit des cols pyrénéens
  - 2e de Mogador-Agadir
  - 2e du Grand Prix des Nations
  - 3e de Marrakech-Mogador
  - 3e du Grand Prix d'Izarra
- 1951
  - 6e étape du Tour de l'Ouest
  - 2e du Tour des Deux-Sèvres
  - 2e du championnat de France de poursuite
  - 3e de Bayonne-Tarbes
  - 3e du Grand Prix des Nations
- 1952
  - 5e de Bordeaux-Paris
- 1953
  - 4e du Grand Prix des Nations

### Résultats sur le Tour de France
2 participations
- 1950 : abandon (5e étape)
- 1952 : abandon (6e étape)